# 土浦市立土浦小学校

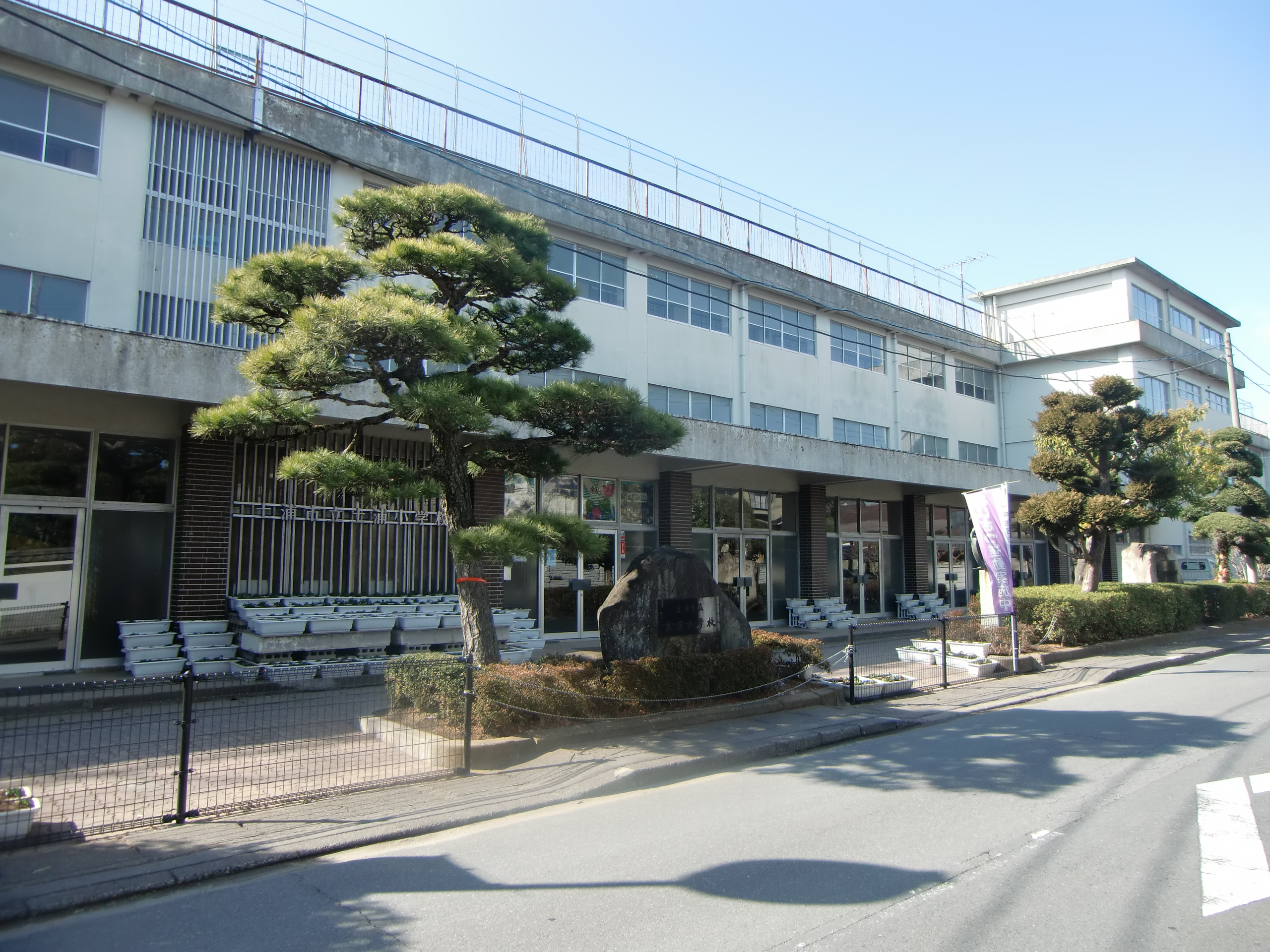
改築前の校舎（2012年1月）

土浦市立土浦小学校（つちうらしりつ つちうらしょうがっこう）は、茨城県土浦市大手町にある市立小学校。略称は、「土小」（どしょう）。

## 概要
1873年（明治6年）2月に開校し、2022年（令和4年）で創立150周年を迎えた。
土浦市の中心市街地に位置する。校地は、土浦藩の高級武士の屋敷地であった。近隣に亀城公園、市立博物館があり、図画工作や総合的な学習の時間等で活用されることが多い。
2014年（平成26年）5月1日現在の児童数は25学級673人。4年生以上はクラブに、5年生以上は委員会に入る。昔から土浦小学校の児童は『たまきの子』と呼ばれる。
金色で一輪の輪を描いた校章「たまき」が1902年（明治35年）1月に制定された。（当初は、赤色の一輪だった。）「たまき」は環・輪の意味であり、「いつでも　どこでも　誰とでも仲良くできる子どもたちに育ってほしい」という願いが込められている。
校歌は1935年（昭和10年）、赤塚庄三郎校長時代に古森軍治訓導が詩人野口雨情に作詞を依頼、作曲は平岡均之が行った。雨情は、土浦に着いた日は古森の案内で町を回り、その後2日間かけて1人で町を回って校歌を作詞したという。完成した校歌には土浦城（亀城）や桜川など学区の名所を含めながら、校章に込められた「たまき」の教育方針をうまく表現していたことから、当時の学校関係者は大いに満足したという。玄関前には、1976年（昭和51年）の卒業生の建てた校歌の歌碑が設置されている。
各階の校舎廊下は100メートル (m) を超える。また、校舎改築工事が2014年1月15日に完了した。新校舎は鉄筋コンクリート構造3階建てで、延床面積は8,095平方メートル (m2)、設計は横須賀満夫建築設計事務所、施工は株木・山本特定建設工事共同企業体である。
2018年4月（平成30年度）より，土浦第一中学校の学区の小学校として小中一貫校となる。入学式は前期課程入学式，卒業式は前期課程卒業式となる。

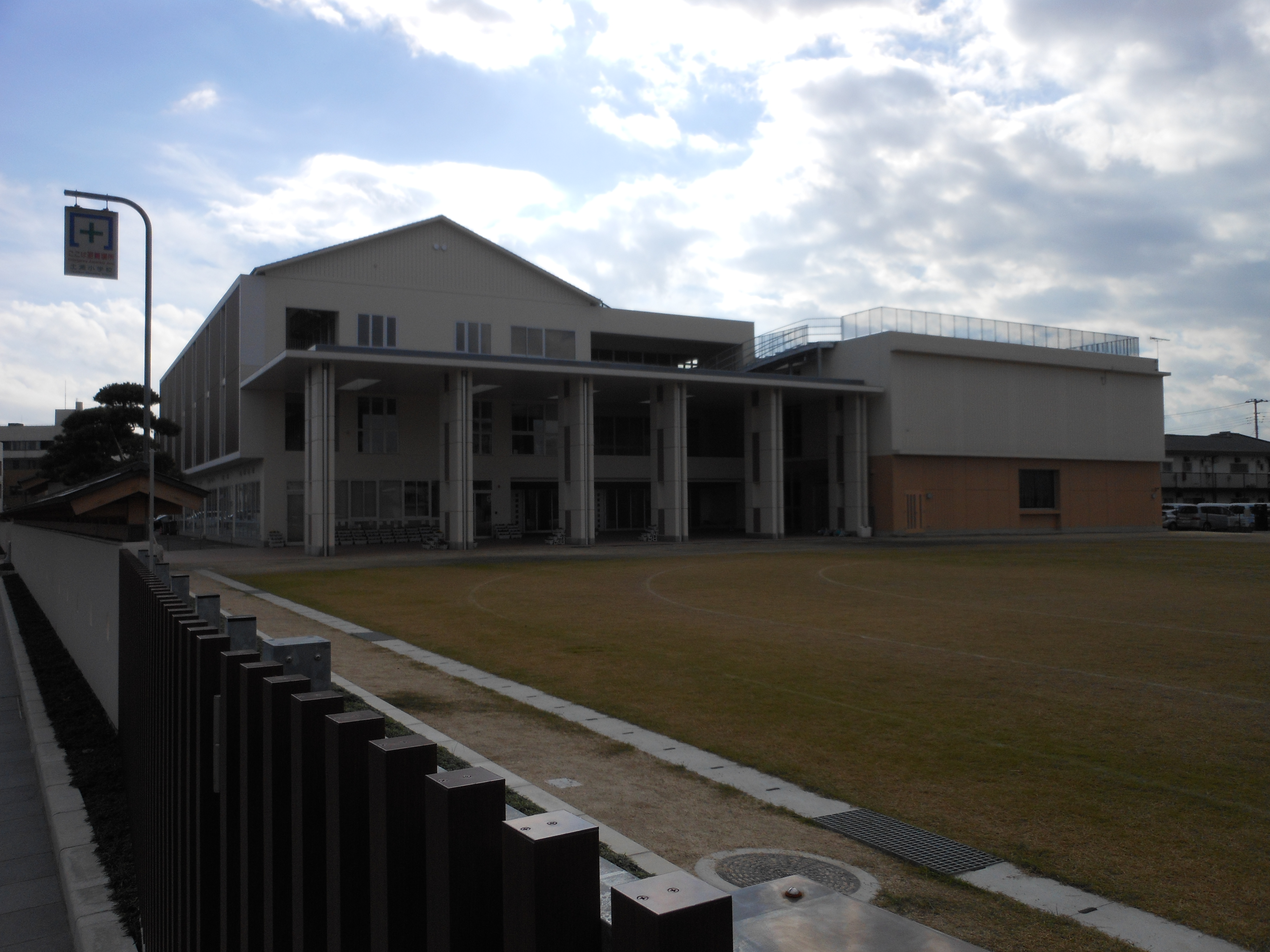
校庭（2015年11月）

## 通学区域
市立中学校へ進学する場合は、全員が土浦市立土浦第一中学校へ進学する。
- 飯田
- 生田町
- 大手町
- 大町
- 粕毛
- 川口（一・二丁目）

- 湖北（一・二丁目）
- 桜町四丁目
- 佐野子
- 城北町
- 千束町

- 立田町
- 田中（一 - 三丁目）
- 田中町
- 中央（一・二丁目）
- 東崎町

- 文京町
- 虫掛
- 矢作
- 大和町
- 常名の一部
- 宍塚の一部

## 特記事項
- 1938年（昭和13年）6月29日、集中豪雨により土浦市街地一帯が冠水。土浦小学校が避難所となった[9]。
- 2007年（平成19年）11月9日に1・2・5年生を中心とした約107名の生徒、3名の教師が嘔吐・腹痛などで休学したが、原因はノロウイルスではないかと疑われた。このことは2007年11月10日の朝日新聞に掲載された。
- 運動会は、毎年5月に行われている。
- 入学する生徒数が毎年漸減してきている。
- 虫掛地区の生徒は、バスに乗って通う（土浦一中前下車）。ただし、イベント等で休日に学校に来る場合は、バスに乗らず他の手段で来る。